# Siphonophora margaritifera
Siphonophora margaritifera är en mångfotingart som beskrevs av Kraus 1957. Siphonophora margaritifera ingår i släktet Siphonophora och familjen Siphonophoridae. Inga underarter finns listade i Catalogue of Life.